# 瓦季姆·博伊琴科
瓦季姆·塞爾希約维奇·博伊琴科（羅馬化：Vadym Serhiiovych Boichenko；1977年6月5日—），烏克蘭的政治人物，現任马里乌波尔市長。

## 生平
瓦季姆·博伊琴科於1977年出生於烏克蘭马里乌波尔，畢業於亞速海濱海國立技術大學與顿涅茨克国立大学，後進入亞速鋼鐵廠任職，2010年離職後轉至Metinvest集團等其他製鐵公司任管理職。
2015年12月15日博伊琴科當選馬里烏波爾市長，2020年10月又當選連任。他在2022年俄羅斯入侵烏克蘭、進圍馬里烏波爾期間定期向外界更新該城的戰況。
2022年4月6日，俄罗斯任命康斯坦丁·伊瓦先科为马里乌波尔的新市长。
根据博伊琴科于2022年4月10日的供述，他于2月26日离开了马里乌波尔。但是他本决定返回城市坚守，而2月27日，因俄军的推进，他无法进入城市。5月24日，他再次供述离开马里乌波尔的原因是“俄罗斯派了40个特种部队试图活捉他”。他还表示自己的儿子正在服役保衛國家，而自己的母亲于3月15日逃离马里乌波尔時“腹部受伤”。
博伊琴科于2023年3月6日再次表示了以下几点：如果他返回了马里乌波尔，可能会被当成准备投降的亲俄分子，这些说法似乎前后有些矛盾。马里乌波尔战役的惨烈是因为亲俄分子曾攻占此城但被乌军收复，战役的惨烈大部分马里乌波尔市民没有预料到。并且他相信乌军将在2023年5月反攻。